# Rząd Johna Brutona
Rząd Johna Brutona – rząd Irlandii funkcjonujący od 15 grudnia 1994 do 26 czerwca 1997. W dniu powstania w skład gabinetu weszli politycy Fine Gael (FG), Partii Pracy (Lab.) i Demokratycznej Lewicy (DL).
Rząd został powołany w trakcie Dáil Éireann 27. kadencji, wyłonionej w wyborach w 1992. Utworzony po nich gabinet Alberta Reynoldsa z Fianna Fáil (FF) upadł na skutek wystąpienia Partii Pracy z koalicji i nawiązaniu sojuszu z opozycyjną Fine Gael. Lider tej ostatniej, John Bruton, został nowym premierem. Rząd uzyskał wotum zaufania większością 84 głosów w 166-osobowej izbie. Funkcjonował do końca kadencji, po kolejnych wyborach zastąpiony został przez rząd nowego przywódcy FF Bertiego Aherna.

## Skład rządu
- Taoiseach: John Bruton (FG)
- Tánaiste, minister spraw zagranicznych: Dick Spring (Lab.)
- Minister rolnictwa, żywności i leśnictwa: Ivan Yates (FG)
- Minister sztuki, kultury i spraw Gaeltachtu: Michael D. Higgins (Lab.)
- Minister obrony i gospodarki morskiej: Hugh Coveney (FG, do maja 1995), Seán Barrett (FG, od maja 1995)
- Minister edukacji: Niamh Bhreathnach (Lab.)
- Minister równouprawnienia i reform: Mervyn Taylor (Lab.)
- Minister przedsiębiorczości i zatrudnienia: Richard Bruton (FG)
- Minister środowiska: Brendan Howlin (Lab.)
- Minister finansów: Ruairi Quinn (Lab.)
- Minister zdrowia: Michael Noonan (FG)
- Minister sprawiedliwości: Nora Owen (FG)
- Minister spraw społecznych: Proinsias De Rossa (DL)
- Minister turystyki i handlu: Enda Kenny (FG)
- Minister transportu, energii i komunikacji: Michael Lowry (FG, do listopada 1996), Alan Dukes (FG, od grudnia 1996)